# William G. Allman
Pour les articles homonymes, voir Allman.
William G. « Bill » Allman (né en 1952) est un historien américain qui a été le septième conservateur de la Maison-Blanche, nommé pour la première fois par le président George W. Bush. Il a exercé les fonctions de directeur du Bureau du conservateur de la Maison-Blanche ainsi que de porte-parole des initiatives de ce bureau.

## Jeunesse
Allman est né en 1952 à Bethesda, dans le Maryland. Il a obtenu un baccalauréat ès arts en histoire à l'université du Maryland puis une maîtrise ès arts en études américaines avec une spécialisation en muséologie à l'Université George Washington.

## Maison-Blanche
Allman a rejoint la Maison-Blanche en tant qu'assistant de conservation, avant d’être promu conservateur adjoint en 1976. Il a contribué à l’édition de 1999 de l'Official White House China par Margaret Brown Klapthor (en). Allman a été nommé conservateur de la Maison-Blanche le 1er août 2002. Il a également écrit pour la revue White House History (en) et a donné des conférences sur la collection de la Maison-Blanche.